# کول‌تپه میرزا نظام
کول تپه میرزا نظام مربوط به هزاره اول قبل از میلاد - سدهٔ ۸–۶ ه‍.ق است و در شهرستان میاندوآب، بخش مرکزی، دهستان زرینه رود جنوبی، ۵۰۰ متری جنوب شرقی روستای میرزا نظام واقع شده و این اثر در تاریخ ۷ خرداد ۱۳۸۷ با شمارهٔ ثبت ۲۲۸۸۲ به‌عنوان یکی از آثار ملی ایران به ثبت رسیده است.